# Poseban tretman
Poseban tretman è un film del 1980 diretto da Goran Paskaljević.
Fu presentato in concorso al 33º Festival di Cannes, dove Milena Dravić vinse il premio per la miglior interprete femminile non protagonista.